# Arrondissement Sarrebourg

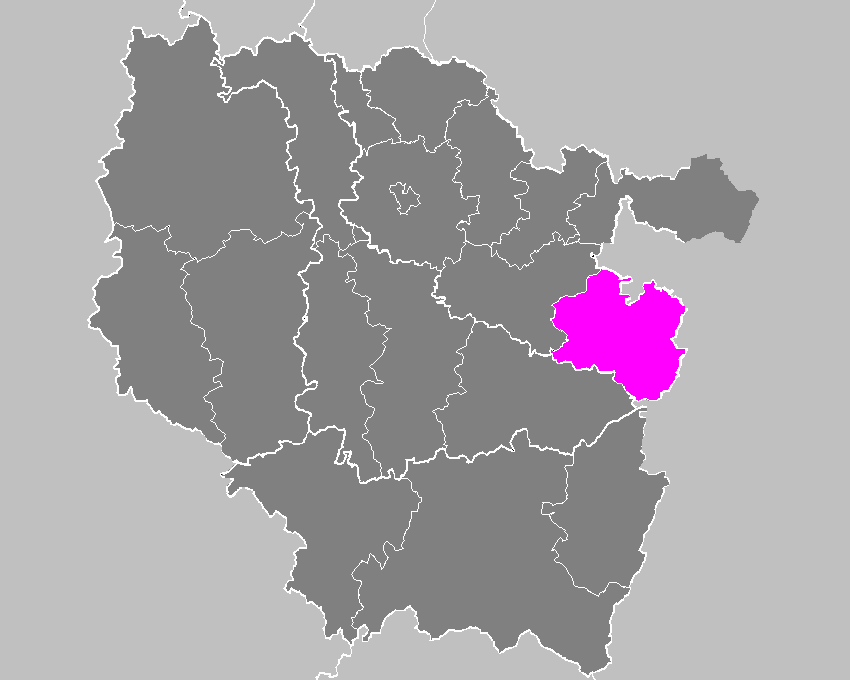
Lage in Lothringen

Das Arrondissement Sarrebourg (deutsch Landkreis bzw. Kreis Saarburg) ist eine ehemalige Verwaltungseinheit des Départements Moselle in der ehemaligen französischen Region Lothringen (heute zur Region Grand Est gehörend) mit zuletzt 64.079 Einwohnern (Stand 1. Januar 2013) auf einer Fläche von 992,52 km². Hauptort (Sitz der Unterpräfektur) war Sarrebourg.
Es bestand aus 5 Kantonen und 102 Gemeinden. Am 1. Januar 2016 wurde es mit dem Arrondissement Château-Salins zum neuen Arrondissement Sarrebourg-Château-Salins zusammengeschlossen.

## Kantone
- Fénétrange
- Lorquin
- Phalsbourg
- Réchicourt-le-Château
- Sarrebourg

## Gemeinden
- Abreschviller
- Arzviller
- Aspach
- Assenoncourt
- Avricourt
- Azoudange
- Barchain
- Bébing
- Belles-Forêts
- Berling
- Berthelming
- Bettborn
- Bickenholtz
- Bourscheid
- Brouderdorff
- Brouviller
- Buhl-Lorraine
- Dabo
- Danne-et-Quatre-Vents
- Dannelbourg
- Desseling
- Diane-Capelle
- Dolving
- Fénétrange
- Fleisheim
- Foulcrey
- Fraquelfing
- Fribourg
- Garrebourg
- Gondrexange
- Gosselming
- Guermange
- Guntzviller
- Hangviller
- Harreberg
- Hartzviller
- Haselbourg
- Hattigny
- Haut-Clocher
- Hellering-lès-Fénétrange
- Héming
- Henridorff
- Hérange
- Hermelange
- Hertzing
- Hesse
- Hilbesheim
- Hommarting
- Hommert
- Hultehouse
- Ibigny
- Imling
- Kerprich-aux-Bois
- Lafrimbolle
- Landange
- Laneuveville-lès-Lorquin
- Langatte
- Languimberg
- Lixheim
- Lorquin
- Lutzelbourg
- Métairies-Saint-Quirin
- Metting
- Mittelbronn
- Mittersheim
- Moussey
- Neufmoulins
- Niderhoff
- Niderviller
- Niederstinzel
- Nitting
- Oberstinzel
- Phalsbourg
- Plaine-de-Walsch
- Postroff
- Réchicourt-le-Château
- Réding
- Rhodes
- Richeval
- Romelfing
- Saint-Georges
- Saint-Jean-de-Bassel
- Saint-Jean-Kourtzerode
- Saint-Louis
- Saint-Quirin
- Sarraltroff
- Sarrebourg
- Schalbach
- Schneckenbusch
- Troisfontaines
- Turquestein-Blancrupt
- Vasperviller
- Veckersviller
- Vescheim
- Vieux-Lixheim
- Vilsberg
- Voyer
- Walscheid
- Waltembourg
- Wintersbourg
- Xouaxange
- Zilling